# Eutropiichthys vacha
Eutropiichthys vacha es una especie de peces de la familia Schilbeidae en el orden de los Siluriformes.

## Morfología
• Los machos pueden llegar alcanzar los 40,2 cm de longitud total y 1.350 g de peso.

## Alimentación
Come peces pequeños y insectos.

## Reproducción
Es ovíparo y los huevos no son protegidos por los padres.

## Hábitat
Es un pez pelágico y de clima tropical.

## Distribución geográfica
Se encuentran en Asia: el Pakistán,  India, Bangladés, el Nepal, Birmania y Tailandia.

## Uso gastronómico
Es un pescado de carne excelente.